# Jaskinia w Kobylarzowym Żlebie
Jaskinia w Kobylarzowym Żlebie (Jaskinia w Szarym Żlebie) – jaskinia w Dolinie Miętusiej w Tatrach Zachodnich. Wejście do niej znajduje się w górnej części Kobylarzowego Żlebu na wysokości 1780 metrów n.p.m. Długość jaskini wynosi 6 metrów, a jej deniwelacja 4,5 metrów.

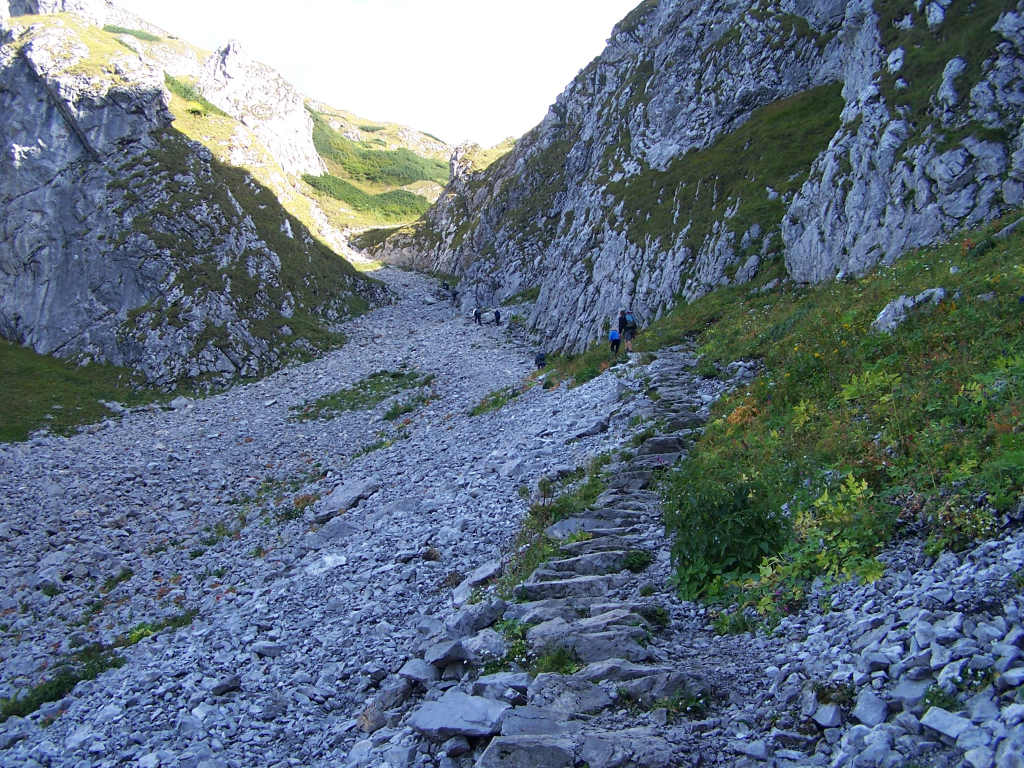
Kobylarzowy Żleb

## Opis jaskini
Jaskinię stanowi idący stromo w dół korytarzyk mający początek w małym otworze wejściowym. Prowadzi on do niewielkiej salki, w której odchodzi krótkie, poprzeczne odgałęzienie.

## Przyroda
W jaskini brak jest nacieków. Flora i fauna nie była badana.

## Historia odkryć
Jaskinię odkryli D. Fuja i Z. Tabaczyński  w 1998 roku. W tym samym roku D. Fuja sporządził jej pierwszy plan i opis.